# On the Verge of Something Wonderful
On the Verge of Something Wonderful è un singolo del cantante australiano Darren Hayes, pubblicato nel 2007 ed estratto dall'album This Delicate Thing We've Made.

## Tracce
UK (CD 1)
1. On the Verge of Something Wonderful – 4:02
2. Fallen Angel – 4:55

UK (CD 2)
1. On the Verge of Something Wonderful – 4:02
2. Step into the Light (Hook and Sling Mix) – 8:19
3. Step into the Light (Shave and Sugar Mix) – 7:28
4. I Just Want You to Love Me (live from the Sydney Opera House) – 4:11